# Conchyliurus
Conchyliurus is een geslacht van eenoogkreeftjes uit de familie van de Clausidiidae. 
De wetenschappelijke naam van het geslacht is voor het eerst geldig gepubliceerd in 1957 door Bocquet & Stock.

## Soorten
- Conchyliurus bhimilensis Devi, 1976
- Conchyliurus bombasticus Reddiah, 1961
- Conchyliurus fragilis Reddiah, 1961
- Conchyliurus inchonensis Kim I.H., 1997
- Conchyliurus lobatus Humes & Cressey, 1958
- Conchyliurus mactrae Avdeev, 1977
- Conchyliurus maximus Reddiah, 1961
- Conchyliurus quintus Tanaka, 1961
- Conchyliurus solenis Bocquet & Stock, 1957
- Conchyliurus torosus Humes & Cressey, 1958